# Říše zvířat
Říše zvířat (v originále Le Règne animal) je francouzský hraný film z roku 2023, který režíroval Thomas Cailley podle vlastního scénáře. Snímek měl světovou premiéru na filmovém festivalu v Cannes v sekci Un certain regard dne 17. května 2023.

## Děj
Na celé planetě propukla epidemii mutací, které přeměňují lidi ve zvířata. François se musí přestěhovat na jih Francie, aby byl blíž své ženě Laně, postižené touto záhadnou nemocí a umístěné do specializovaného centra. Tam se musí on i jeho syn Émile naučit žít ve světě, který je osídlen tvory nového druhu.

## Obsazení
| Paul Kircher            | Émile Marindaze    |
| Romain Duris            | François Marindaze |
| Tom Mercier             | Fix                |
| Adèle Exarchopoulos     | Julia Izquierdo    |
| Billie Blain            | Nina Moktari       |
| Florence Deretz         | Lana Marindaze     |
| Xavier Aubert           | Jacques            |
| Saadia Bentaïeb         | Naïma              |
| Gabriel Caballero       | Victor             |
| Iliana Khelifa          | Maëlle             |
| Paul Muguruza           | Jordan             |
| Maëlle Benkimoun        | Grenouille         |
| Nathalie Richard        | Valérie Beaudouin  |
| Tom Rivoire             | poručík četnictva  |
| François-Xavier Raffier | Bonnel             |

## Ocenění
- Mezinárodní filmový festival Sitges: nejlepší speciální efekty
- Cena Louise Delluca
- Lumiéres: nejlepší režie (Thomas Cailley)
- César: nejlepší kostýmy (Ariane Daurat), nejlepší zvuk (Fabrice Osinski, Raphaël Sohier, Matthieu Fichet, Niels Barletta), nejlepší vizuální efekty (Cyrille Bonjean, Bruno Sommier a Jean-Louis Autret), nejlepší filmová hudba (Andrea Laszlo De Simone), nejlepší kamera (David Cailley); nominace v kategoriích nejlepší film, nejlepší režie (Thomas Cailley), nejlepší původní scénář (Thomas Cailley, Pauline Munier), nejlepší herec (Romain Duris), nejslibnější herec (Paul Kircher), nejlepší střih (Lilian Corbeille), nejlepší výprava (Julia Lemaire), César des lycéens